# SCC

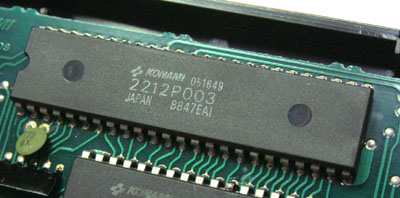
MSX版グラディウス2搭載SCC(2212P003)外観

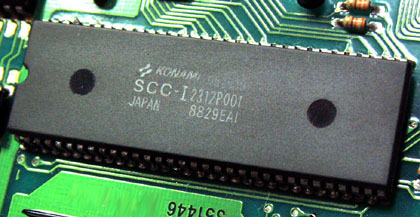
MSX2版スナッチャー用音源カートリッジ搭載SCC-I(2312P001)外観

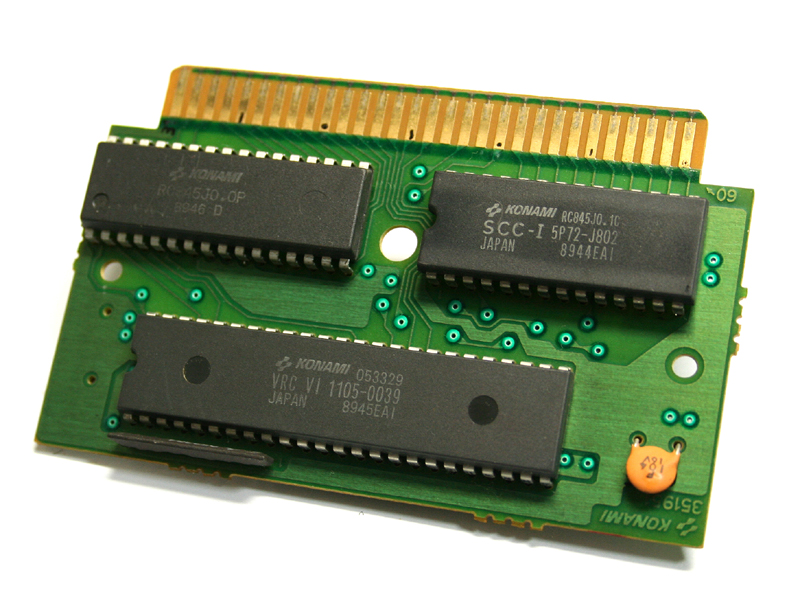
ファミコン版 悪魔城伝説のカートリッジ。SCC-I(5P72-J802)と記載がある。

SCC(SOUND CREATIVE CHIP)はコナミ(後のコナミデジタルエンタテインメント)が開発した波形メモリ音源兼メモリーバンク制御チップ。

## 概要
1986年2月頃、同社MSXサウンドプログラム担当の青木豊がファミリーコンピュータ ディスクシステムに音源が内蔵されていることをヒントにMSX用拡張音源の要望を出したことがきっかけで、当時のMSX用ゲームのサウンド担当だった上原和彦らがアーケードゲーム部門の音楽スタッフと音源の仕様を決め、メガロム制御用メモリバンクコントローラー兼用の拡張音源LSIとして開発された。
家庭用ゲームソフトへの搭載は、1987年のMSX用ゲームソフト『グラディウス2』より採用された。1990年代以降はアーケードゲーム用基板にFM音源や、PCM音源等と併せて搭載された。

## 特徴
- 同時発声数並びにチャンネル数は5音。
- 周波数(12ビット)、振幅(4ビット、いわゆるボリューム)のパラメータはMSX本体側の内蔵音源であるPSG(AY-3-8910)と互換性がある。特に高音域における音程周波数の誤差は大きいものの、音程データを共用できるとして設定された[3]。
- ROMゲームに実装されているSCC(2212P003)では、chDとchEは共通の波形という制限がある。
- スナッチャーおよびSDスナッチャーに搭載されたSCC-I(052539、2312P001、SCC+の名称が俗称として使われることがある。)は若干の仕様変更が行われており、互換モードの他に、チャンネル毎に任意の波形を生成できる独自のモードを持っている。
- 波形メモリは32バイトと短めのため、「スペイシー(宇宙的)」と表現される独特な音色となる。
- 音域が低域になるほど「ブーン」というハムノイズが一緒に発音される。これは矩形波を細かくした音構造になっていることによる。
- エンベロープ(音量の自動減衰)などは搭載されていない。
- SCCを搭載したMSX用カートリッジにおいては、SCCからの出力音声はカートリッジスロットの音声入力を介して、本体側のミキサを通し出力される。リリースされたゲームではPSGも併用しており最大8音使用していた。ただ、MSXは規格が各社共通だったものの、実際の製品仕様にはバラつきがあったため、SCCの音声が出力されない機種やSCCとPSGの音量バランスが大きく異なる機種も存在し、各ゲームのマニュアルで顕著な機種名を挙げると共に「プレイ自体には支障がない」旨を記載して注意を促した。
- メガロムのバンク切り替え制御は8KB単位で4バンクのマッピングが可能。

## SCCを使用した主なゲーム(50音順)
- 悪魔城ドラキュラ (アーケード版) (欧米：Haunted Castle)
- F1スピリット(MSX)
- 王家の谷 エルギーザの封印(MSX1)
- 王家の谷 エルギーザの封印(MSX2)
- クォース(MSX2)
- グラディウス2(MSX)
- 激突ペナントレース(MSX2)
- 激突ペナントレース2(MSX2)
- ゴーファーの野望 エピソードII(MSX)
- 沙羅曼蛇(MSX)
- シティボンバー(アーケード)
- スペースマンボウ(MSX2)
- つりっ子ペン太（アーケード キッズメダル機）
- にゃんにゃんパニック(アーケード)
- パロディウス(MSX)
- 魂斗羅(MSX2)
- ヘクシオン(アーケード)
- メタルギア2 ソリッドスネーク(MSX2)

以下の作品にはSCC-I搭載のSCC音源カートリッジが単独で付属しており、64KiBのDRAMを搭載している。
- スナッチャー(MSX2、SCC-I使用)
- SDスナッチャー(MSX2、SCC-I使用)

### メモリバンク制御チップとしてのSCC
SCCのメモリバンク制御の機能としては、1バンクの大きさは8KiB固定で、バンクレジスターは6ビット長の物が4つ用意されているため、それらの制御によって512KiBの空間を管理することを可能にしている。ROMゲームカートリッジとしてはその空間にROMが接続され、前述の拡張音源とともに利用されている。
単体での発売はされていないが、MSX版『スナッチャー』ならびに『SDスナッチャー』では、該当ソフトウェアでのディスクキャッシュを目的としてSCCに接続された64KiBのRAMを搭載しており、128KiB分のメモリを搭載可能なほぼ同等の回路で構成されている。但し、チップに対して接続されているRAMが、『スナッチャー』のカートリッジではアドレスの前半、『SDスナッチャー』では後半に実装されており、相互に交換して使うことは出来ない。『スナッチャー』や、『SDスナッチャー』はこれらのキャッシュを前提に設計されているため、ハードウェアドングルとしての役割も担っている。
後に発売された『コナミゲームコレクション』では一部のゲームにSCC音源用BGMが収録されており、これは『スナッチャー』付属カートリッジに対応して演奏されたが、『SDスナッチャー』のカートリッジは前述の実装アドレスの都合から認識しない。2つのSCCカートリッジは基板自体は同じであるため、『SDスナッチャー』の方でも空きパターンにメモリを実装することで、上記のゲームにおいて認識させることが可能になる。
多くのMSX用の拡張ハードウェアと異なり、このカートリッジには制御用のBIOSなどのソフトウェアは搭載されていない。SCC自体の持つメモリ管理機能によって、コナミ8Kバンク方式のROMイメージを搭載されたRAM上に転送することで、ソフトウェアを実行することも可能である。
日本のユーザー間の一部ではこれらの仕組みを利用し、SCCを搭載したROMカートリッジを使用し、SRAMとキャパシタによるバッテリーバックアップ可能なメモリカートリッジとして、似非SCC DISKと呼ばれる同人ハードウェアの作例が頒布され、作成されたりしていた。

### コナミのSCCによる作曲傾向
コナミが当時SCCを用いて作曲した際の傾向として『金属的なブラス系の音をメロディーに用いる』ことが多かった。音抜けが良く印象に残りやすいことから多用されたことが見受けられる。
当時、PSG単体による楽曲ではデチューン(2つのチャンネルで僅かにずれた音程を発音しコーラス効果を得る)が主に用いられていた。SCCとPSGによる楽曲においても『グラディウス2』などでデチューンが用いられているが、音程だけでなく音色をずらす(各チャンネルにおいて異なる波形で同旋律を発声させる)など多彩な表現が行われていた
アーケード版グラディウスの音源構成(PSG 6ch, K005289(波形メモリ音源) 2ch)に近いため、本体側のPSGとSCCを併用することでその音をMSX上で再現することも理論上は可能であるが、MSX版グラディウスの発売時にはまだSCCが存在しておらず内蔵音源であるPSGのみの対応となった。後に『コナミゲームコレクション Vol.3』にネメシスの名称でリメイクされスナッチャーのSCCカートリッジに対応したが、その際には独自の新規アレンジによるBGMデータが収録されている。

## DTM音源としてのSCC
ソフトウェアの添付品という側面から、市販されたハードウェアとしては珍しく、カートリッジに制御BIOSなどを持っておらず、マニュアルに資料が掲載されるなどしているわけでもなかったため、当初はユーザーからの利用は困難な状況にあった。
ユーザーに制御方法が知られるようになったのは、雑誌『マイコンBASICマガジン』が1989年7月号から、MSXでスナッチャー付属のSCC音源カートリッジを制御するという解析記事を連載したためである。連載では、完全ではないものの大部分の内容を解説と、それを補完するツールなどの掲載が行われている。
その後、1990年に『MSXマガジン』で発表された音楽ソフト『MuSICA』(ソフトベンダーTAKERU販売の『MSXディスク通信'90年10月号』に収録)には、MSX版『スナッチャー』及び『SDスナッチャー』に付属するSCC音源カートリッジを制御、演奏させる機能があった。のちに同誌で、SCCを制御するためのコナミ提供の公式仕様が掲載され、草の根BBSなどで発表されたMGSDRVなど、フリーソフトでも対応する動きが広がった。
SCC音源カートリッジは単体としては流通しておらず、後に『スナッチャー』・『SDスナッチャー』共に中古市場でプレミア扱いされたことにより正規に販売されたものを入手するのは困難となり、実際の流通量は少なかった。しかし、コナミのSCC搭載のMSX用ゲームはユーザーに広く普及していたため、ゲームカートリッジをゲームが起動しないように改造して用いる方法や、MSX起動後に後からカートリッジを差す方法が考案された。そのため、かなり多くのユーザーがSCC音源を自由に利用可能になっていた。ただ、MSXが電源オン状態でもカートリッジの抜き差しは物理的には可能だが、本体やカートリッジはその動作を想定して作られていないため、後者の方法は抜き差し時の電流や信号によって精密回路を破損する恐れがあった。
後差し方法については、誤動作を抑えるために、Shiftキーを押しながらカートリッジを差し込む方法や、PAUSEボタンでシステムを強制停止させている間に差し、PAUSEを解除する方法が知られている。PAUSEボタンを用いる方法の方が安全性は高いといわれているが、PAUSEボタン搭載機種はFS-A1シリーズ以降の松下製MSX数機種と同時期以降のソニー製数機種のみであり、MSXturboRではPAUSEのハードウェア的な実装が変更されているので、回路のタイミングが停止しない。また、いずれにしても電源オン状態でスロットに無理やり挿入していることには変わりはなく、故障の原因となる可能性が高かった。
なお、現在はMSXエミュレータやSCC互換音源を搭載した1チップMSXなど、SCC相当の音源を利用できる環境は多く存在する。
SCC対応の演奏ソフトが普及した当時は、既にFM-PACやMSX2+の登場によってFM音源(YM2413、OPLL)もまた普及しており、標準的なMSXの環境ではPSG3音+FM音源9音+SCC5音で最大17音が出せ、音を重ね合わせることで深みのある音楽を奏でることが出来た。FM音源搭載MSXとコナミのSCC搭載ゲームの組み合わせで、同時期に流通していたPC-9801やX68000等に比べ非常に安価かつ手軽にDTM環境を構築する事が可能であった。

### チップチューンにおけるSCC
近年のチップチューンブームにより初期のビデオゲーム音源が見直されて来ているが、SCCも当時を代表する音源の1つとして人気がある。波形メモリ音源としてコナミのゲーム音のみならず、ナムコの業務用ゲーム音やPCエンジンの音を再現することも可能である。
しかしファミコンに比べ音源の認知度、発音環境、音源を制御し作曲できる人口の少なさにより、SCCを扱うミュージシャン・楽曲ともに数が少ない。

## 参考
- 波形メモリ音源
- バブルシステム
- チップチューン
- ゲームミュージック
- 上原和彦 - SCC開発者の1人、後にコナミデジタルエンタテインメント執行役員シニアヴァイスプレジデント